# Droupadi Murmu
Droupadi Murmu (n. 20 iunie 1958, Mayurbhanj district⁠(d), Odisha, India) este o politiciană indiană care ocupă funcția de președinte al Indiei din anul 2022. A câștigat alegerile prezidențiale din 2022 ca reprezentantă a Partidului Bharatiya Janata (BJP). Este prima persoană provenită dintr-o comunitate tribală care deține această funcție și a doua femeie, după Pratibha Patil, care a devenit președintă a Indiei. Totodată, este cea mai tânără persoană care a ocupat această funcție (la vârsta de 64 de ani) și prima născută în India post-independență.
Anterior, a fost guvernatoare a statului Jharkhand între 2015 și 2021, fiind guvernatorul cu cel mai lung mandat din istoria acestui stat. A fost membră a Adunării Legislative din Odisha, reprezentând circumscripția Rairangpur între 2000 și 2009, și a deținut funcția de ministru de stat (cu portofoliu propriu) în guvernul statului Odisha între 2000 și 2004. Înainte de a intra în politică, a lucrat ca funcționară în Departamentul de Irigații și Energie al statului între 1979 și 1983, iar apoi ca profesoară în Rairangpur între 1994 și 1997.

## Biografie
Droupadi Murmu s-a născut într-o familie santali, la 20 iunie 1958, în satul Uparbeda, situat în zona Baidaposi din Rairangpur, statul Odisha. Tatăl ei, Biranchi Narayan Tudu, a fost fermier. Atât tatăl, cât și bunicul ei au fost conducători tradiționali (sarpanch) ai consiliului local al satului (Gram Panchayat). La naștere, familia i-a dat numele Durgi Tudu, în onoarea bunicii paterne, iar porecla sa era Batti, care ulterior a devenit Puti. Numele Droupadi i-a fost dat de un profesor, iar de-a lungul timpului a mai fost înregistrată și sub formele Durpadi sau Dorpdi.
Murmu a urmat învățământul primar la școala din satul natal, Uparbeda. La vârsta de cinci ani s-a mutat la Bhubaneswar pentru a-și continua studiile. A absolvit învățământul secundar la Girl’s High School Unit-2, iar mai târziu a obținut o diplomă de licență în arte (B.A.) de la Rama Devi Women’s University.
S-a căsătorit în 1980 cu Shyam Charan Murmu (1 aprilie 1958 – 1 august 2014), bancher, împreună cu care a avut doi fii și o fiică, Itishree Murmu. Între anii 2009 și 2015, soțul ei, cei doi fii (Sipun, decedat într-un accident rutier, și Laxman, decedat în circumstanțe neelucidate), mama și un frate au decedat. Droupadi Murmu este adepta mișcării spirituale Brahma Kumaris.
Ea este o admiratoare a fostului prim-ministru al Indiei, Jawaharlal Nehru, și a elogiat de asemenea contribuțiile lui Mahatma Gandhi și B. R. Ambedkar.
Între 1979 și 1983, Murmu a lucrat ca asistentă junior în cadrul Departamentului de Irigații al guvernului statului Odisha. Între 1994 și 1997, a lucrat ca profesoară la Școala Sri Aurobindo Integral Education and Research Centre din Rairangpur, unde a predat limba hindi, limba oriya, matematică și geografie. Nu a cerut niciodată plata integrală a salariului în acea școală.

## Cariera politică
În 1997, Droupadi Murmu a fost aleasă consilier al Nagar Panchayat din Rairangpur, ca independentă, de pe un loc rezervat pentru femei. Ulterior, s-a alăturat Partidului Bharatiya Janata (BJP).
A câștigat alegerile pentru Adunarea Legislativă din Odisha în anul 2000, din partea circumscripției Rairangpur, și a exercitat două mandate în legislativul statului, între 2000 și 2009. În perioada în care guvernele BJP și Biju Janata Dal (BJD) au format o coaliție în Odisha, a deținut funcția de ministru de stat cu portofoliu independent pentru Comerț și Transporturi între 6 martie 2000 și 6 august 2002, apoi pentru Pescuit și Dezvoltarea Resurselor Animaliere între 6 august 2002 și 16 mai 2004.
În 2007 a primit Premiul Nilkanth pentru cel mai bun deputat al Adunării Legislative din Odisha. În 2009, a pierdut alegerile pentru Lok Sabha în circumscripția Mayurbhanj, după destrămarea alianței dintre BJP și BJD. În 2013, a fost aleasă în Comitetul Executiv Național al BJP (ST Morcha) și a fost președinta organizației de partid pe district până în 2015.

### Guvernatoare a statului Jharkhand (2015–2021)

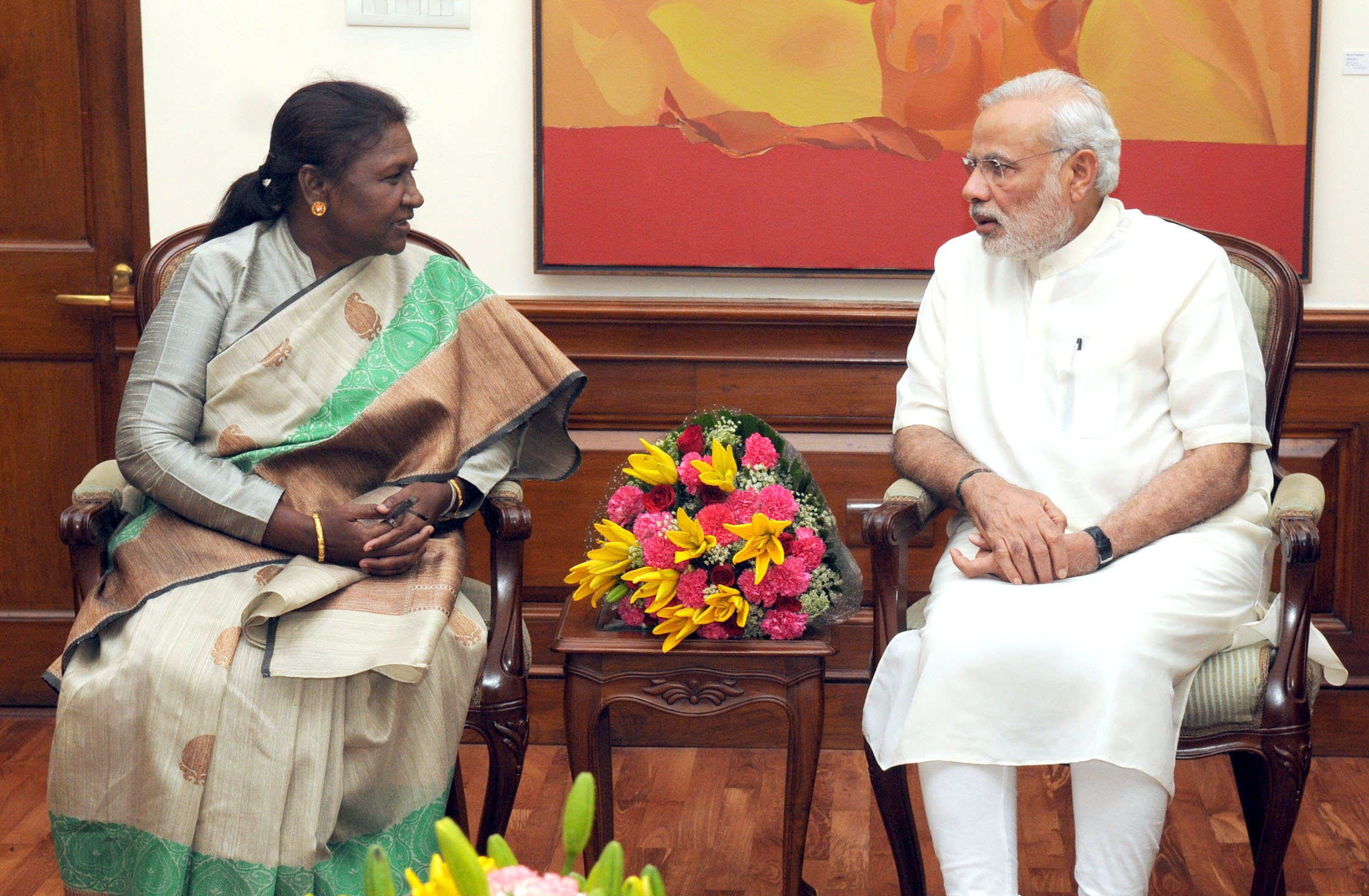
Guvernatoarea Murmu, împreună cu prim-ministrul Narendra Modi, în 2015.

Murmu a fost învestită în funcția de guvernatoare a statului Jharkhand la 18 mai 2015, devenind prima femeie care a ocupat acest post. Pe parcursul celor șase ani de mandat, Partidul Bharatiya Janata a deținut guvernarea în statul Jharkhand pentru cea mai mare parte a perioadei, iar la nivel federal a fost la guvernare pe toată durata mandatului său. În 2019, ea a depus jurământul în fața lui Hemant Soren, în calitate de prim-ministru al statului Jharkhand.
Mandatul său de guvernatoare s-a desfășurat între mai 2015 și iulie 2021.

#### Mișcarea Pathalgadi
În perioada 2016–2017, guvernul condus de Raghubar Das a încercat să modifice Legea de concesiune a terenurilor Chhotanagpur din 1908 și Legea de concesiune a terenurilor Santhal Pargana din 1949. Aceste două legi originale protejau drepturile comunităților tribale asupra terenurilor lor. Conform legislației existente, tranzacțiile cu terenuri puteau fi realizate doar între comunitățile tribale. Noile modificări propuneau să acorde triburilor dreptul de a permite guvernului să folosească terenurile tribale în scopuri comerciale și de a prelua în arendă aceste terenuri. Proiectul de lege ce modifica legislația fusese aprobat de Adunarea Legislativă din Jharkhand și a fost trimis spre aprobare lui Droupadi Murmu în noiembrie 2016.
Comunitățile tribale s-au opus vehement acestei legi propuse. În cadrul mișcării Pathalgadi, au avut loc proteste împotriva modificărilor aduse legilor de concesiune a terenurilor. Într-unul dintre incidente, protestul a degenerat în violențe, iar tribalii au răpit echipa de securitate a deputatului BJP Karia Munda. Poliția a răspuns printr-o represiune violentă asupra comunităților tribale, care a dus la moartea unui bărbat tribal. Au fost deschise dosare penale împotriva a peste 200 de persoane, inclusiv împotriva activistului pentru drepturile tribale Stan Swamy. Murmu a fost criticată pentru poziția sa blândă față de agresiunile poliției asupra triburilor în timpul mișcării. Activista pentru drepturile femeilor tribale, Aloka Kujur, a menționat că Murmu ar fi trebuit să susțină triburile în fața guvernului, însă acest lucru nu s-a întâmplat; în schimb, ea a făcut apel către liderii protestului Pathalgadi să aibă încredere în constituție.

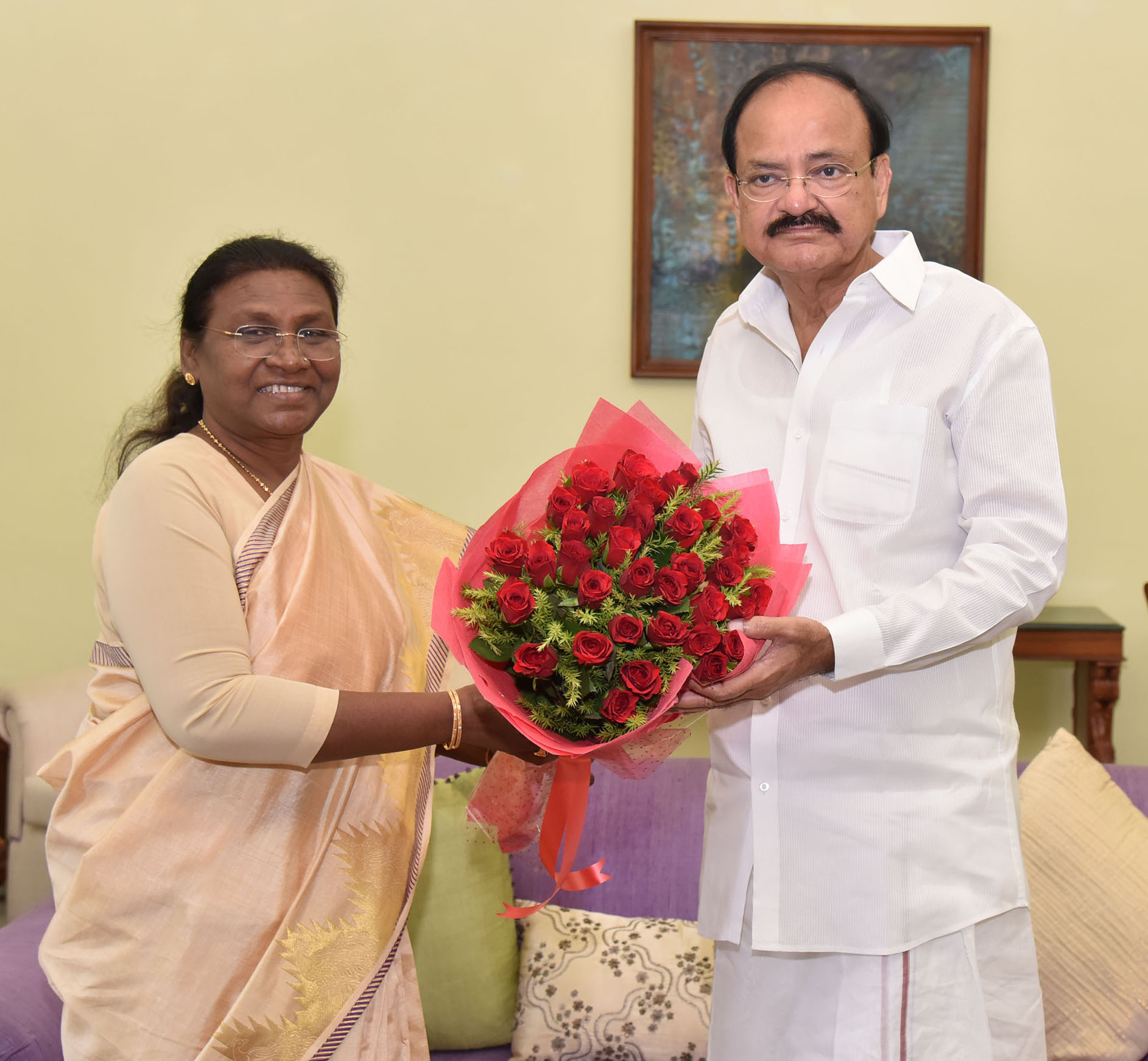
Murmu, împreună cu vicepreședintele, la New Delhi în 2017

Murmu a primit în total 192 de memorii împotriva modificărilor propuse în proiectul de lege. Atunci liderul opoziției, Hemant Soren, a afirmat că guvernul BJP dorea să obțină terenurile tribale prin cele două proiecte de lege în beneficiul marilor companii. Partidele opoziției, Jharkhand Mukti Morcha, Congresul Național Indian, Jharkhand Vikas Morcha și altele, au exercitat o presiune intensă împotriva legii. La 24 mai 2017, Murmu a cedat și a refuzat să acorde aprobarea proiectelor de lege, trimițându-le înapoi guvernului de stat împreună cu memoriile primite. Proiectul de lege a fost ulterior retras în august 2017.

#### Legea privind religia și modificarea legii terenurilor
În 2017, Murmu a aprobat Legea Libertății Religioase (Freedom of Religion Bill, 2017) și proiectul de lege pentru modificarea Legii privind achiziția terenurilor din 2013, adoptate de Adunarea Legislativă din Jharkhand.
Noua lege privind religia stabilește drept infracțiune, pedepsită cu până la trei ani de închisoare, constrângerea sau inducerea unei persoane să își schimbe religia. Dacă persoana constrânsă este membru al unei caste sau triburi recunoscute (Scheduled Caste sau Tribe), minoră sau femeie, pedeapsa cu închisoarea crește la patru ani. Amenda este prevăzută în toate cazurile. De asemenea, legea impune convertiților voluntari obligația de a informa Comisarul Adjunct cu privire la conversia religioasă și de a oferi detalii complete despre circumstanțe.
Modificările aduse Legii privind achiziția terenurilor din 2013 au inclus schimbări privind termenul de plată a compensațiilor și cerințele pentru evaluarea impactului social. Conform noii legi, compensația financiară pentru terenurile tribale achiziționate de guvern trebuie plătită în termen de șase luni de la achiziție. Cerința efectuării evaluărilor de impact social a fost eliminată pentru anumite tipuri de proiecte de infrastructură.

### Campania prezidențială
În iunie 2022, Partidul Bharatiya Janata (BJP) a nominalizat-o pe Droupadi Murmu drept candidată a Alianței Naționale Democrate (NDA) la alegerile prezidențiale din India programate pentru luna următoare. Yashwant Sinha a fost desemnat candidat al partidelor de opoziție. În timpul campaniei sale electorale, Murmu a vizitat mai multe state pentru a obține sprijin în favoarea candidaturii sale. Mai multe partide de opoziție, precum Biju Janata Dal (BJD), Yuvajana Sramika Rythu Congress Party (YSRCP), Jharkhand Mukti Morcha (JMM), Bahujan Samaj Party (BSP), Shiv Sena (SHS), Janata Dal (Secular) – JD(S) –, printre altele, și-au anunțat sprijinul pentru candidatura ei înainte de scrutin.
Pe 21 iulie 2022, Murmu a obținut o majoritate clară în alegerile prezidențiale, învingându-l pe candidatul comun al opoziției, Yashwant Sinha, cu 676.803 voturi electorale (64,03% din total), câștigând în 21 din cele 28 de state, inclusiv în teritoriul unional Puducherry. Astfel, ea a devenit cel de-al 15-lea președinte al Indiei.

### Președinția
Pe 25 iulie 2022, Droupadi Murmu a depus jurământul în calitate de al 15-lea președinte al Indiei. Ceremonia a fost oficiată de cel de-al 48-lea președinte al Curții Supreme a Indiei, N. V. Ramana, în prezența foștilor președinți, a vicepreședintelui, a prim-ministrului și a altor oficiali de rang înalt.
Murmu este prima persoană provenită din comunitățile tribale recunoscute oficial în India care a fost aleasă președinte. Este, de asemenea, cea mai tânără persoană și prima născută după obținerea independenței Indiei în 1947 care accede la această funcție. Murmu este a doua femeie președinte din istoria Indiei, după Pratibha Patil.
Pe 14 august 2022, în ajunul celei de-a 75-a aniversări a independenței Indiei, Murmu a adresat pentru prima dată națiunii în calitate de președinte.
În septembrie 2022 a lansat programul guvernamental Pradhanmantri TB Mukht Bharat, o inițiativă menită să elimine tuberculoza în India. De asemenea, a devenit primul președinte al Indiei care a inaugurat Mysuru Dasara, un festival de stat desfășurat timp de zece zile în Karnataka. În primele luni de mandat, Murmu a vizitat state din nord-estul țării, printre care Assam, Mizoram, Nagaland și Sikkim, participând la ceremonii pentru diverse proiecte de dezvoltare.
În noiembrie 2022 a efectuat prima vizită oficială în statul natal Odisha după preluarea funcției, pentru a participa la lansarea unor programe guvernamentale. A vizitat instituția unde a studiat, a salutat elevii adunați de-a lungul drumului și a mers pe jos doi kilometri pentru a se închina zeităților de la templul Jagannath din Puri.
În aprilie 2023, Murmu a efectuat un zbor istoric la bordul unui avion de luptă Suhoi Su-30MKI, decolând de la Baza Aeriană Tezpur din Assam, devenind al treilea președinte indian care zboară într-un avion de vânătoare. Zborul a durat aproximativ 30 de minute și a acoperit văile Brahmaputra și Tezpur, precum și lanțul Himalaya. Murmu a descris experiența ca fiind „exhilarantă”.
În mai 2023, inaugurarea noului sediu al Parlamentului, parte a proiectului Central Vista, a fost marcată de o controversă, întrucât ceremonia a fost oficiată de prim-ministrul Narendra Modi și nu de președinte, ceea ce a generat protestul opoziției, care a boicotat evenimentul. Ulterior, Murmu a declarat că „prim-ministrul simbolizează încrederea parlamentului” și că s-a simțit mândră și profund mulțumită de inaugurare.
În 2024, în urma unui caz de viol și crimă petrecut în Calcutta, Murmu și-a exprimat durerea și indignarea față de actele continue de violență împotriva femeilor, afirmând că „destul este destul” și că întreaga națiune a fost șocată de incident, condamnând cu fermitate asemenea fapte.

## Premii și onoruri

### Onoruri străine
- Surinam: Ordinul Onorific al Stelei Galbene, Mare Lanț al Ordinului (5 iunie 2023)[47][48]
- Fiji: Ordinul Fiji, Companion (6 august 2024)[49][50]
- Timorul de Est: Ordinul Timor-Leste, Mare Colier (10 august 2024)[51][52]

### Cetățenie de onoare
- Lisabona, Portugalia: Cetățenie Onorifică a Lisabonei (7 aprilie 2025)[53]

### Titluri onorifice
- Universitatea din Mauritius: Doctorat în Drept Civil (DCL) (12 martie 2024)[54]
- Universitatea Polului Științific și Tehnologic Sidi Abdellah: Doctorat în Științe Politice (DPS) (15 octombrie 2024)[55]
- Universitatea Constantin Filozoful din Nitra: Doctorat onorific (10 aprilie 2025)[56]